# 普済寺 (舟山市)

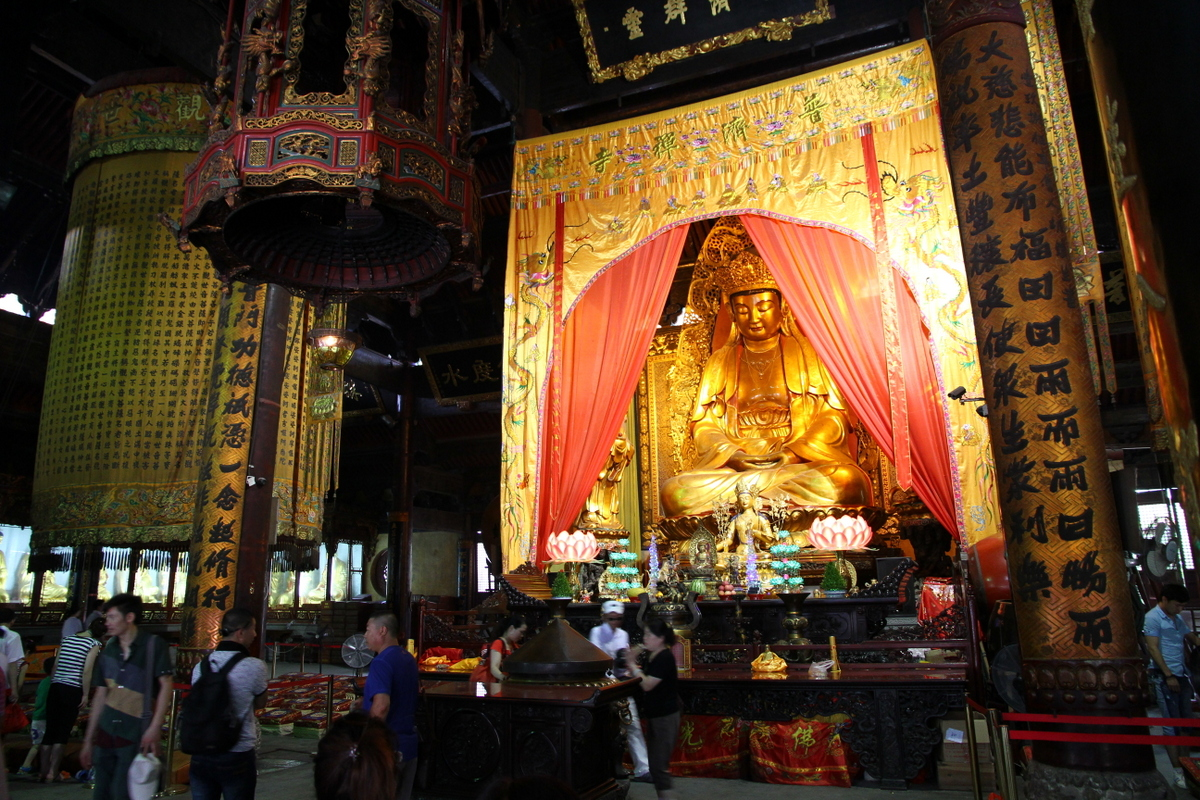
普済寺の観音像。

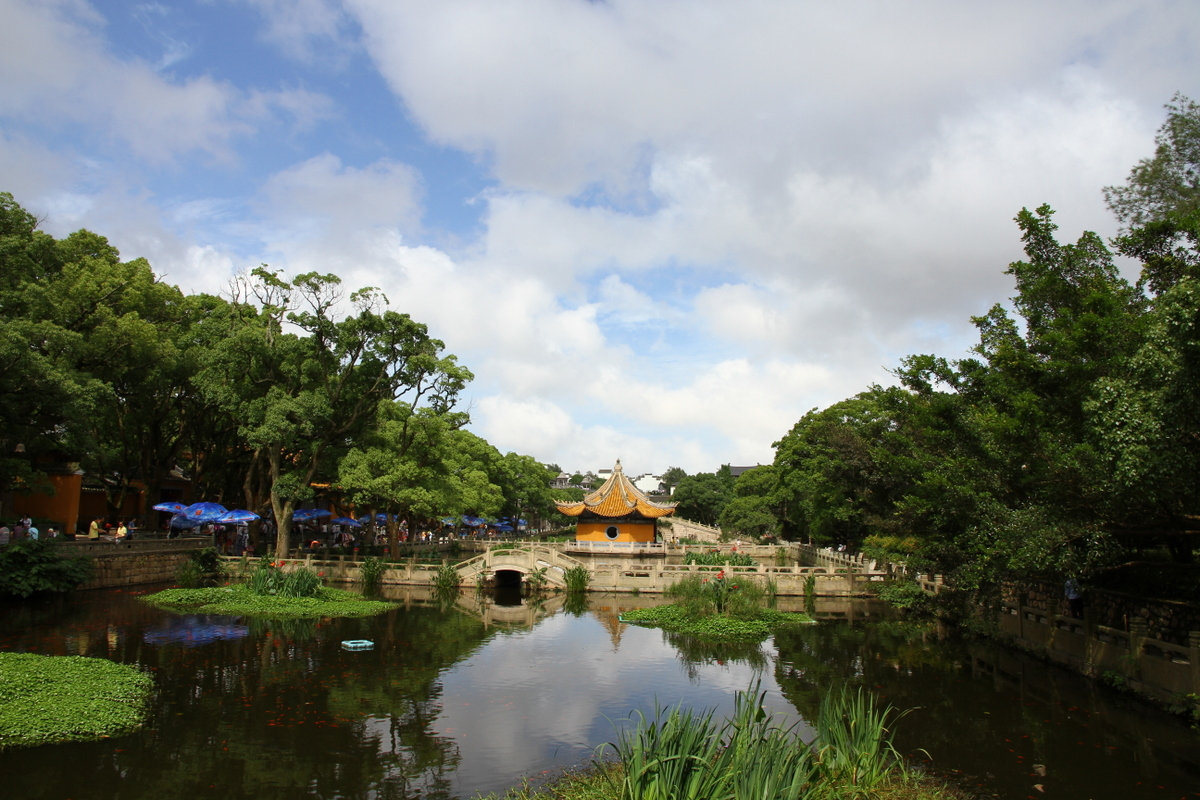
普済寺の湖。

普済寺（ふさいじ）は、中華人民共和国浙江省舟山市普陀区にある仏教寺院。中国の観音霊場普陀山を代表する禅宗寺院であり、「普陀山第一の寺院」と呼ばれる。普陀山は、中国四大仏教名山にも数えられる場所である。

## 歴史
普済寺は、日本僧の恵萼によって創始されたといい、もともと不肯去観音院と呼ばれていたとされている。
五代十国時代の呉越国の貞明年間（915年 - 921年）、建築規模が拡大し、寺院に昇格した。
北宋の元豊3年（1080年）に宝陀寺と改められた。宋代の改名に「五台円光寺」と「宝陀観音寺」がある。嘉定7年（1214年）、寧宗から「円通宝殿」の額を賜った。
明の洪武年間（1368年 - 1398年）、中央政府が海禁政策を実行し、派遣された湯和が山に入って仏殿を焼いたため、仏像は寧波の棲心寺に移された。弘治元年（1488年）には寺院が重修された。嘉靖年間（1522年 - 1566年）、全国で道教を振興し仏教を廃滅する運動が展開され、廃仏により一度は廃寺となった。万暦33年（1605年）、万暦帝が宦官の張随を派遣して霊鷲峰の下で宝陀観音寺を創立し、「護国永寿普陀禅寺」の名を賜った。
清の康熙8年（1669年）、オランダの侵入により、寺は全焼した。康熙38年（1699年）に大規模な再建によって、康熙帝から「普済群霊」の額を賜り、「普済禅寺」と改称。雍正9年（1731年）、堂宇の殿堂及び部屋を増築した。

## 伽藍
- 天王殿：康熙30年（1691年）に再建。
- 円通殿：康熙32年（1693年）に再建。
- 蔵経楼：康熙36年（1697年）に再建。
- 景命殿：康熙36年（1697年）に再建。
- 霊応殿：康熙年間（1662年 — 1722年）に建立。
- 関帝殿
- 地蔵殿
- 普賢殿
- 先覚堂
- 不肯去観音院：1980年に唐代の普陀山に観音をもたらした日本僧恵萼の事績を記念して建立された。
- 潮音亭
- 南海観音銅像：1997年10月30日に完成した高さ19.4mの観音像。
- 鐘楼
- 鼓楼
- 配殿
- 客房

## 主な住僧
- 恵萼（開山祖師）
- 丹霞子淳
- 真歇清了
- 祖照道和
- 天童宗玨
- 雪竇智鑑
- 天童如浄
- 愚渓如智
- 道元
- 史浩
- 淡斎
- 真表
- 通元照機
- 潮音通旭

## 参考書目
- 『入唐求法巡礼行記』
- 『日本文徳天皇実録』
- 『仏祖統紀』
- 『真歇清了禅師語録』
- 『補陀洛迦山伝』
- 『普陀洛迦新志』
- 『普陀列祖録』
- 『重修普陀山志』